# 山口県バス協会
公益社団法人山口県バス協会（やまぐちけんバスきょうかい、英: Yamaguchi Bus Association）は、1976年に、山口県のバス事業者（一般乗合・一般貸切）の経営基盤の強化を図り利用者に対するサービスの向上と公共の福祉の増進に寄与することを目的として設立された公益社団法人。事務局は、山口県山口市葵一丁目にある。

## 沿革
- 1947年12月17日 - 任意団体として設立
- 1976年8月18日 - 社団法人に改組

## 概要
2016年5月31日現在、会員数50事業者である。

## 主な事業活動
- 旅客自動車運送事業の調査研究、知識の普及、業務の指導
- バス施設の整備への助成
- 旅客サービス向上に係る活動。
- 「みんなが利用したくなる生活交通推進会議」事務局の運営
- 「やまぐちバス博」 - 毎年4月に開催され「みんなが利用したくなる生活交通推進会議」が運営[1]。

など